# Негодайло, Алексей Александрович
Алексе́й Алекса́ндрович Негода́йло (28 мая 1989, Иркутск) — российский бобслеист, разгоняющий, выступает за сборную России с 2011 года. Серебряный призёр чемпионата мира, многократный победитель национальных первенств. Прежде чем перейти в бобслей, занимался лёгкой атлетикой, имеет в этой дисциплине звание мастера спорта.

## Биография
Алексей Негодайло родился 28 мая 1989 года в Иркутске. С детства увлёкся спортом, в пятом классе записался в школьную секцию по баскетболу, потом ходил на волейбол, играл с друзьями в футбол. После окончания школы поступил в иркутский филиал Российского государственного университета физической культуры, спорта, молодёжи и туризма, где активно занимался лёгкой атлетикой, в частности, бегал на спринтерские дистанции — получил в этой дисциплине звание мастера спорта. В 2010 году решил попробовать себя в бобслее, спустя какое-то время в качестве разгоняющего прошёл отбор в основной состав национальной сборной и стал ездить на крупнейшие международные старты, порой показывая довольно неплохой результат. «Бобслей — это постоянный адреналин, резкий, взрывной, истинно мужской вид спорта. Теперь я нацеливаюсь только на победы».
В ноябре 2011 года Негодайло дебютировал в Кубке Европы, на этапе в австрийском Иглсе финишировал с четвёркой седьмым, спустя месяц на той же трассе состоялось первое его выступление в Кубке мира, спортсмен при этом немного не дотянул до призовых позиций, оказавшись в итоге на четвёртом месте. До конца сезона побывал ещё на нескольких этапах мирового кубка, разгонял ведущий экипаж российской национальной команды, возглавляемый титулованным пилотом Александром Зубковым, однако ни одной медали так и не выиграл, кроме того, представлял страну на взрослом чемпионате мира в американском Лейк-Плэсиде, где с четвёркой сумел добраться только до одиннадцатой позиции.
Сезон 2012/13 начался для Алексея Негодайло гораздо лучше предыдущих, в ноябре на американском этапе в Лейк-Плэсиде он сразу же завоевал золото в четвёрках, а потом взял золотые награды на четырёх этапах подряд, в результате чего их четырёхместный экипаж разместился на первом месте общего зачёта и был награждён хрустальным глобусом. В концовке сезона побывал также на мировом первенстве в швейцарском Санкт-Морице и выиграл здесь с четвёркой серебряную медаль, пропустив вперёд лишь хозяина трассы Беата Хефти. Удачный дебют молодого спортсмена прокомментировал опытный российский разгоняющий Алексей Воевода: «Лёша — хороший парень — без гонора и пафоса. Но в то же время в нём чувствуется чемпионская харизма. За него я очень рад, этих побед он заслуживает».
В 2014 году благодаря череде удачных выступлений удостоился права защищать честь страны на зимних Олимпийских играх в Сочи, в составе экипажа Зубкова, куда также вошли разгоняющие Воевода и Труненков, завоевал золотую медаль. (Лишен золотой медали  Олимпийских игр 2014 года за нарушение антидопинговых правил).
Летом 2017 года из-за травм завершил карьеру.

## Дисквалификация
27 ноября 2017 года решением Международного олимпийского комитета за нарушение антидопинговых правил лишен золотой медали  Олимпийских игр 2014 года в Сочи и пожизненно отстранен от участия в Олимпийских играх. Вскоре была подана апелляция и 1 февраля Спортивный арбитражный суд её удовлетворил и аннулировал пожизненное отстранение от участия в Олимпийских играх за нарушение антидопинговых правил. По требованию МОК оправданные Спортивным арбитражным судом (CAS) Алексей Негодайло и Дмитрий Труненков должны будут вернуть золотые медали, выигранные ими в Сочи на соревнованиях в четвёрках, так как CAS оставил в силе решение дисциплинарного комитета МОК, аннулировавшего результаты их напарников Алексея Воеводы и Александра Зубкова.

## Награды и спортивные звания
- Орден Дружбы (24 февраля 2014) — за большой вклад в развитие физической культуры и спорта, высокие спортивные достижения на XXII Олимпийских зимних играх 2014 года в городе Сочи[7]
- Заслуженный мастер спорта России (2 декабря 2013)[8]
- Орден Славы III степени (Мордовия, 2014 год)[9]